# كورنيل غوردون
كورنيل غوردون (بالإنجليزية: Cornell Gordon)‏ هو لاعب كرة قدم أمريكية أمريكي، ولد في 6 يناير 1941 في نورفولك في الولايات المتحدة.

## وصلات خارجية
- كورنيل غوردون على موقع مرجع كرة القدم المحترفة.كوم (الإنجليزية)